# Henridorff
Henridorff est une commune française située dans le département de la Moselle, en région Grand Est.
Cette commune se trouve dans la région historique de Lorraine et fait partie du pays de Sarrebourg.

## Géographie
Le village se trouve à 3 km au sud de la route nationale 4, au nord de la vallée de la Zorn (et son affluent le Teigelbach) où se trouve l'annexe Hofmuhl (altitude 225 m). Le col de Henridorff, la " Steig ", avec une pente de 6 % relie la vallée au village, situé 120 m plus haut sur le plateau lorrain aux formes douces.
C'est un village-clairière ceinturé de belles forêts de feuillus (principalement des futaies de hêtres) et de conifères où il fait bon se promener sur les sentiers du Club vosgien, avec des vues magnifiques sur la vallée, sur la piscine et sur le Plan Incliné.

### Communes limitrophes
| Waltembourg | Saint-Jean-Kourtzerode, Mittelbronn | Dannelbourg |
| Brouviller  | Henridorff                          | Lutzelbourg |
| Arzviller   | Saint-Louis                         | Garrebourg  |

### Géologie
Le soubassement géologique est formé de grès vosgien ou grès rouge. Aussi le ban de la commune est-il parsemé de nombreuses carrières d'où on extrayait la pierre de grès nécessaire, d'abord à la construction des ouvrages du canal et du chemin de fer, puis pour faire du commerce par voie fluviale et naturellement pour la construction des diverses églises et maisons. Ces carrières, au nombre d'une dizaine, sont aujourd'hui toutes abandonnées. Le soubassement est recouvert par le conglomérat ou poudingue de Sainte-Odile contenant des galets blancs pris dans une matrice gréseuse ; celui-ci forme l'armature des " felsen " de la barre rocheuse surplombant le chemin de fer et le canal. Au-dessus se trouvent le Grès à Voltzia et le Grès coquillier, qui ne constituent pas une terre arable d'une grande fertilité (source Auguste Kolopp).

### Hydrographie
La commune est située dans le bassin versant du Rhin au sein du bassin Rhin-Meuse. Elle est drainée par le canal de la Marne au Rhin, la Zorn, le ruisseau d'Arzviller, le ruisseau Forellenbaechel et le ruisseau le Waldbach.
Le canal de la Marne au Rhin, d'une longueur totale de 314 km, et 178 écluses à l'origine, relie la Marne (à Vitry-le-François) au Rhin (à Strasbourg). Par le canal latéral de la Marne, il est connecté au réseau navigable de la Seine vers l'Île-de-France et la Normandie.
La Zorn, d'une longueur totale de 96,7 km, prend sa source dans la commune de Walscheid et se jette  dans le canal de la Marne au Rhin à Rohrwiller, après avoir traversé 34 communes.

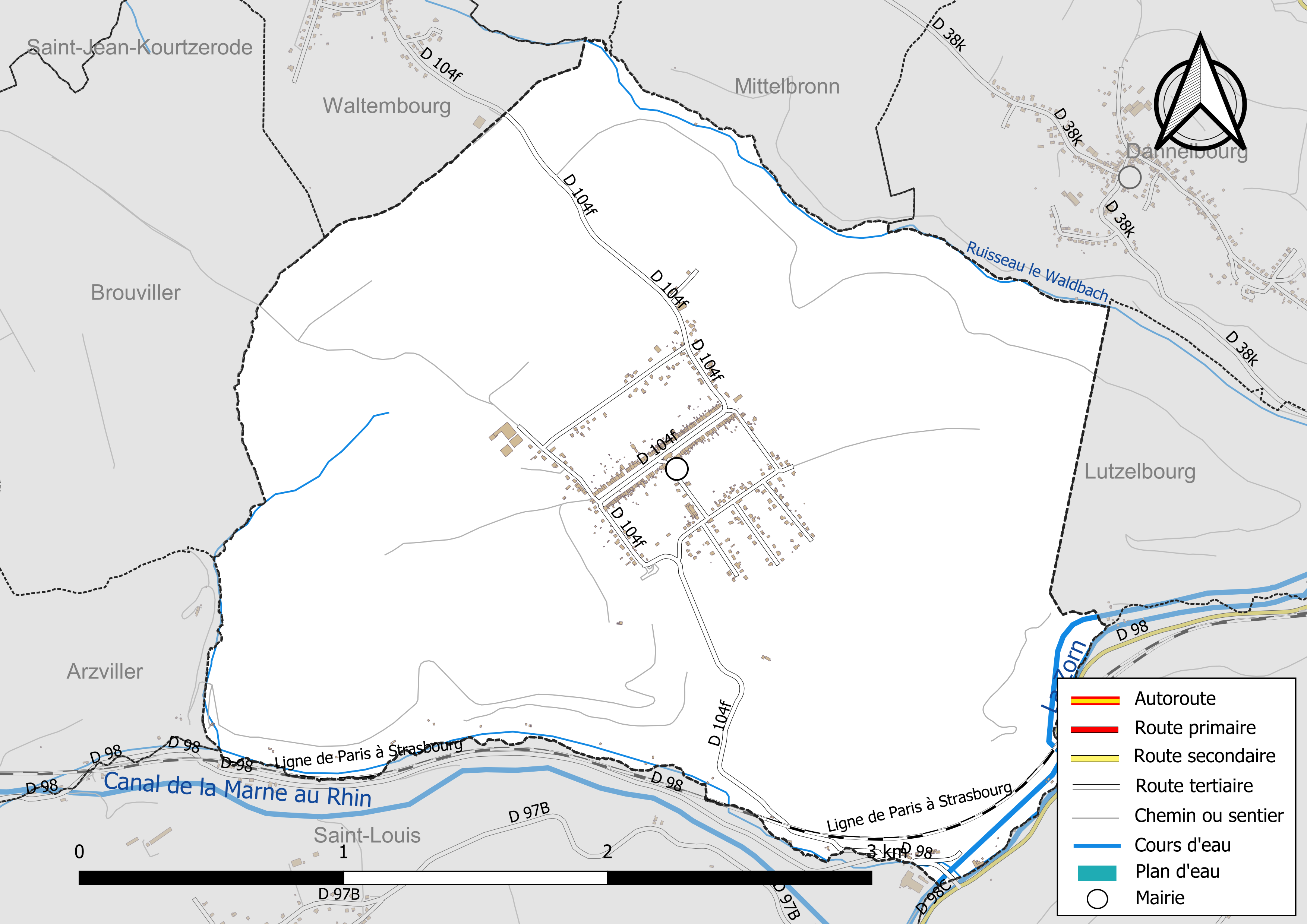
Réseaux hydrographique et routier d'Henridorff.

La qualité des eaux des principaux cours d’eau de la commune, notamment du canal de la Marne au Rhin et de la Zorn, peut être consultée sur un site spécial géré par les agences de l’eau et l’Agence française pour la biodiversité.

### Climat
Pour des articles plus généraux, voir Climat du Grand Est et Climat de la Moselle.
En 2010, le climat de la commune est de type climat des marges montargnardes, selon une étude du Centre national de la recherche scientifique s'appuyant sur une série de données couvrant la période 1971-2000. En 2020, Météo-France publie une typologie des climats de la France métropolitaine dans laquelle la commune est exposée à un climat semi-continental et est dans la région climatique  Vosges, caractérisée par une pluviométrie très élevée (1 500 à 2 000 mm/an) en toutes saisons et un hiver rude (moins de 1 °C). 
Pour la période 1971-2000, la température annuelle moyenne est de 9,5 °C, avec une amplitude thermique annuelle de 17,3 °C. Le cumul annuel moyen de précipitations est de 989 mm, avec 11,2 jours de précipitations en janvier et 10,7 jours en juillet. Pour la période 1991-2020, la température moyenne annuelle observée sur la station météorologique de Météo-France la plus proche, « Phalsbourg_sapc », sur la commune de Danne-et-Quatre-Vents à 7 km à vol d'oiseau, est de 10,4 °C et le cumul annuel moyen de précipitations est de 864,9 mm. 
La température maximale relevée sur cette station est de 38,1 °C, atteinte le 12 août 2003 ; la température minimale est de −22 °C, atteinte le 10 février 1956,,. 
Les paramètres climatiques de la commune ont été estimés pour le milieu du siècle (2041-2070) selon différents scénarios d'émission de gaz à effet de serre à partir des nouvelles projections climatiques de référence DRIAS-2020. Ils sont consultables sur un site spécial publié par Météo-France en novembre 2022.

## Urbanisme

### Typologie
Au 1er janvier 2024, Henridorff est catégorisée commune rurale à habitat dispersé, selon la nouvelle grille communale de densité à sept niveaux définie par l'Insee en 2022.
Elle est située hors unité urbaine. Par ailleurs la commune fait partie de l'aire d'attraction de Sarrebourg, dont elle est une commune de la couronne,. Cette aire, qui regroupe 87 communes, est catégorisée dans les aires de 50 000 à moins de 200 000 habitants,.

### Occupation des sols
L'occupation des sols de la commune, telle qu'elle ressort de la base de données européenne d’occupation biophysique des sols Corine Land Cover (CLC), est marquée par l'importance des forêts et milieux semi-naturels (45,5 % en 2018), une proportion sensiblement équivalente à celle de 1990 (45,8 %). La répartition détaillée en 2018 est la suivante : 
forêts (45,5 %), terres arables (21,2 %), prairies (16,9 %), zones urbanisées (9,5 %), zones agricoles hétérogènes (7 %). L'évolution de l’occupation des sols de la commune et de ses infrastructures peut être observée sur les différentes représentations cartographiques du territoire : la carte de Cassini (XVIIIe siècle), la carte d'état-major (1820-1866) et les cartes ou photos aériennes de l'IGN pour la période actuelle (1950 à aujourd'hui).

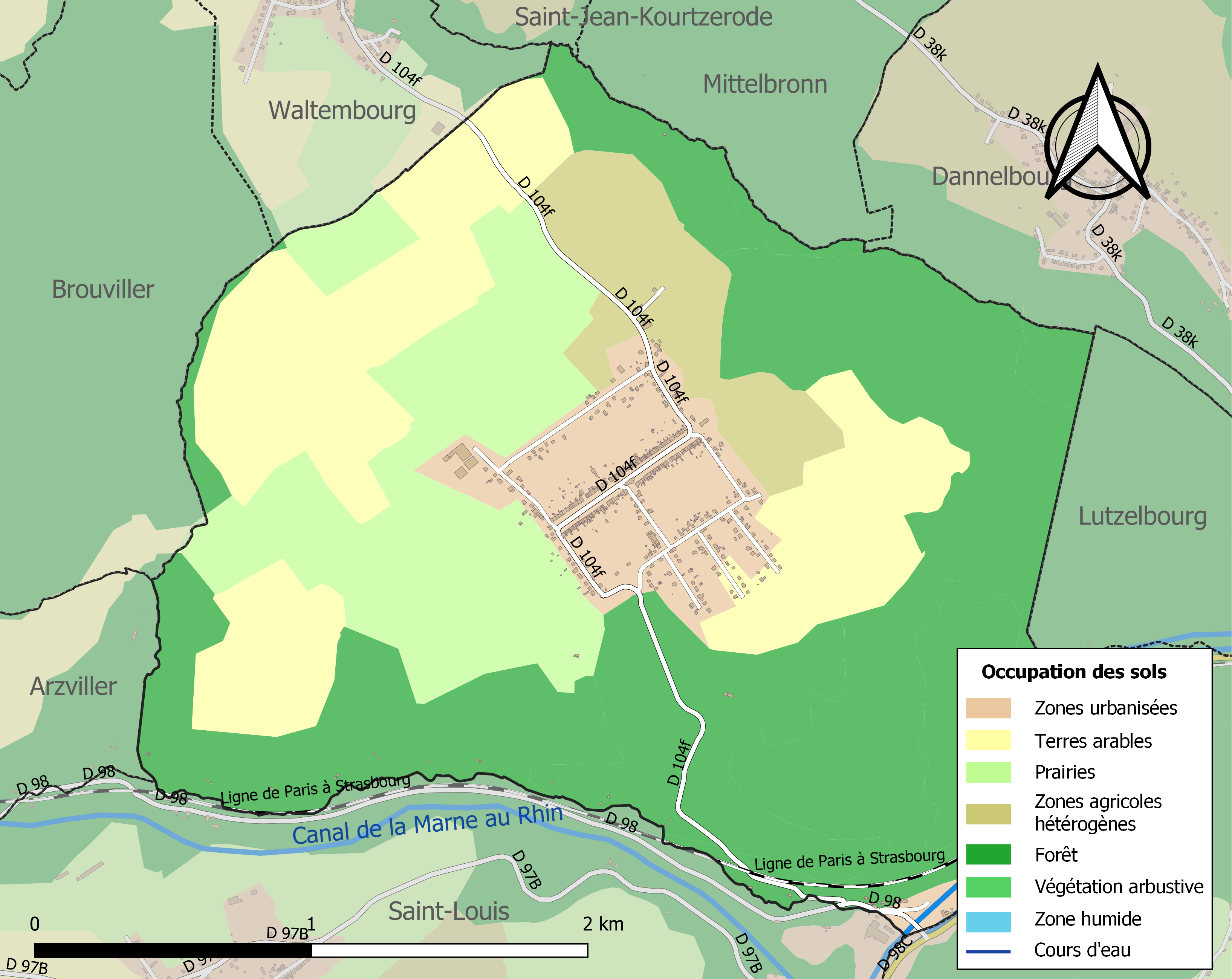
Carte des infrastructures et de l'occupation des sols de la commune en 2018 (CLC).

## Toponymie
- Du prénom Henri + dorf (village en allemand).
- Henry-Dorff en 1614, Henrydorff en 1793, Heinrichsdorf en 1871-1918.
- partage une étymologie similaire avec la commune de Henriville.

### Sobriquet
- Die Gugucke (les coucous)[15].

## Histoire
- Le duc de Lorraine Henri II fit défricher en 1614 le bois de Schwangen pour y construire le village de Henridorff destiné aux catholiques expulsés du territoire du prince palatin.
- Franchises élargies par le prince de Phalsbourg en 1622.

## Politique et administration
| Période                                  | Période   | Identité            | Étiquette | Qualité            |
| ---------------------------------------- | --------- | ------------------- | --------- | ------------------ |
| Les données manquantes sont à compléter. |           |                     |           |                    |
| mars 1989                                | mars 1995 | Auguste Kolopp      |           |                    |
| mars 1995                                | mars 2008 | René Heitzmann      |           |                    |
| mars 2008                                | août 2014 | Jean-Jacques Kaiser |           | Décédé en fonction |
| octobre 2014                             | En cours  | Bernard Kalch       |           | Agent SNCF         |

## Démographie
L'évolution du nombre d'habitants est connue à travers les recensements de la population effectués dans la commune depuis 1793. Pour les communes de moins de 10 000 habitants, une enquête de recensement portant sur toute la population est réalisée tous les cinq ans, les populations de référence des années intermédiaires étant quant à elles estimées par interpolation ou extrapolation. Pour la commune, le premier recensement exhaustif entrant dans le cadre du nouveau dispositif a été réalisé en 2006.

En 2022, la commune comptait 705 habitants, en évolution de +1,44 % par rapport à 2016 (Moselle : +0,52 %, France hors Mayotte : +2,11 %).
| 1793 | 1800 | 1806 | 1821 | 1831 | 1836 | 1841 | 1846 | 1851 |
| ---- | ---- | ---- | ---- | ---- | ---- | ---- | ---- | ---- |
| 378  | 445  | 520  | 569  | 632  | 677  | 680  | 748  | 713  |

| 1856 | 1861 | 1871 | 1875 | 1880 | 1885 | 1890 | 1895 | 1900 |
| ---- | ---- | ---- | ---- | ---- | ---- | ---- | ---- | ---- |
| 720  | 746  | 713  | 722  | 711  | 687  | 679  | 734  | 736  |

| 1905 | 1910 | 1921 | 1926 | 1931 | 1936 | 1946 | 1954 | 1962 |
| ---- | ---- | ---- | ---- | ---- | ---- | ---- | ---- | ---- |
| 730  | 733  | 646  | 653  | 692  | 659  | 671  | 593  | 654  |

| 1968 | 1975 | 1982 | 1990 | 1999 | 2006 | 2011 | 2016 | 2021 |
| ---- | ---- | ---- | ---- | ---- | ---- | ---- | ---- | ---- |
| 627  | 590  | 537  | 493  | 531  | 631  | 661  | 695  | 707  |

| 2022 | - | - | - | - | - | - | - | - |
| ---- | - | - | - | - | - | - | - | - |
| 705  | - | - | - | - | - | - | - | - |

## Culture locale et patrimoine

### Lieux et monuments
- Traces d'établissements agricoles gallo-romains.
- Village typique avec de larges usoirs gazonnés
- Orgue Verschneider-Blési, classé parmi les monuments historiques, restauré entre 2002 et 2007. Il possède trois claviers et un pédalier.

#### Édifices religieux

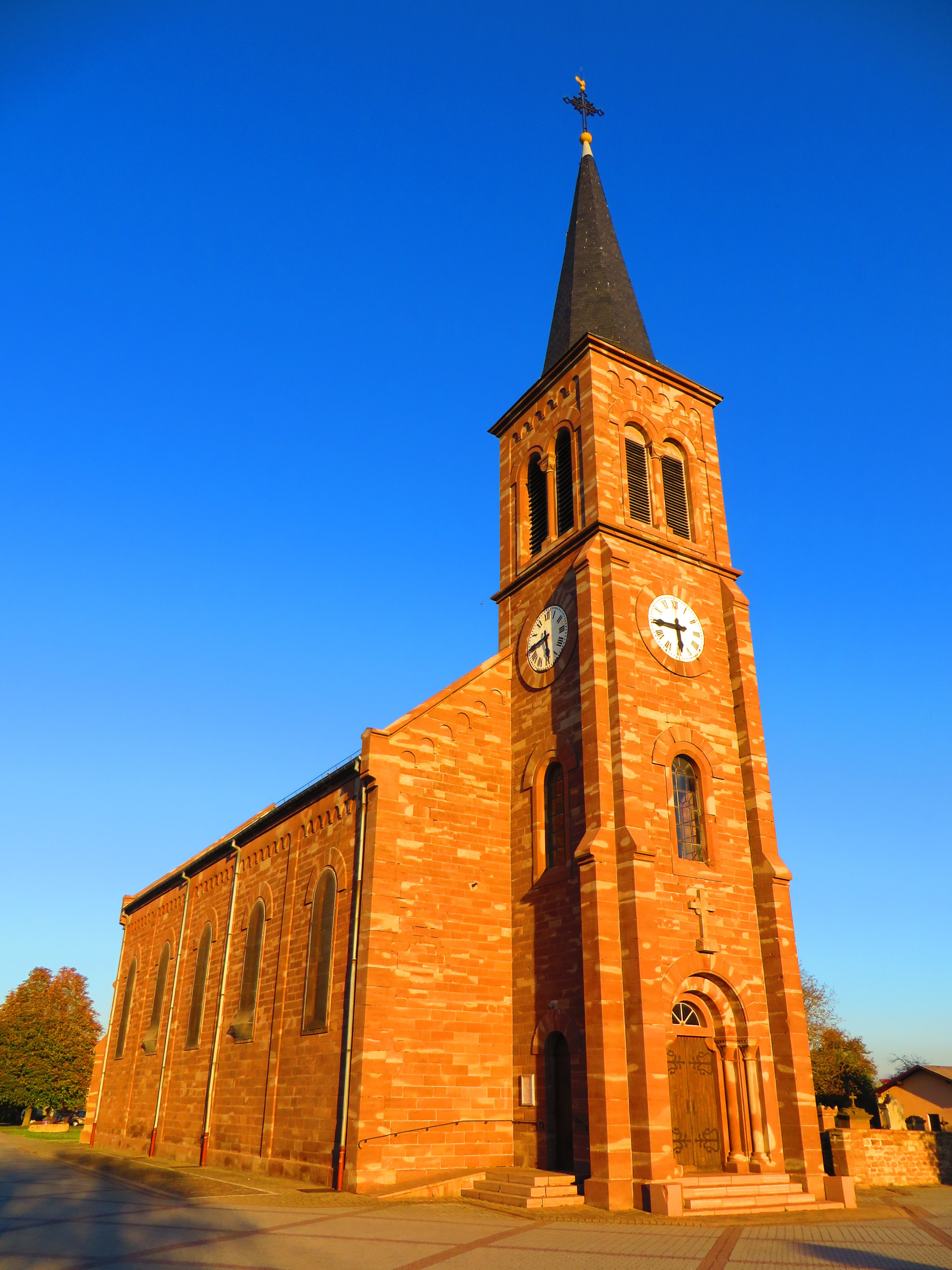
Église de l'Exaltation-de-la-Sainte-Croix.

- Église de l'Exaltation-de-la-Sainte-Croix 1883.
- Henridorff possède une dizaine de beaux calvaires, qui ponctuent les abords du villages. Certains datent du XVIIIe siècle.

### Patrimoine végétal
On peut observer plusieurs beaux arbres sur les usoirs de la Grand'rue (marronniers, noyers, tilleuls). Leur protection est nécessaire. Un superbe spécimen de châtaignier pousse à proximité de l'école primaire.

### Personnalités liées à la commune
- Julien Freund (1921-1993), sociologue et philosophe français.

### Héraldique
| Blason de Henridorff | Blason  | D'azur au mont de six coupeaux de gueules, sommé d'une croix de Lorraine d'or issant d'une couronne du même. |
| Blason de Henridorff | Détails | Le statut officiel du blason reste à déterminer.                                                             |